# Henry Cavendish
Henry Cavendish [hénri kêvendiš], FRS, angleški fizik in kemik, * 10. oktober 1731, Nica (Nizza), Francija, † 24. februar 1810, London, Anglija.

## Življenje in delo
Cavendish je od leta 1749 do 1753 študiral na Univerzi v Cambridgeu, vendar formalnega študija ni dokončal.
Leta 1760 so ga izbrali za člana Kraljeve družbe iz Londona. Leta 1766 je za svoje znanstvene dosežke prejel Copleyjevo medaljo Kraljeve družbe.
Cavendish je leta 1785 delal poskuse z zrakom. Skozenj je spustil električni tok v obliki isker in tako določil sestavo zraka. Pri tem je odkril argon, ki ga do takrat niso poznali. Odkril je gorljiv plin, vodik in raziskoval njegove znčilnosti. Lavoisier je ponovil njegov poskus in dal plinu ime. Cavendish je dokazal, da vodo sestavljata vodik in kisik. Delal je veliko poskusov z elektriko. S posebno napravo je lahko določil, za koliko se spremeni prostornina plinske zmesi, potem ko je v zraku v buči zgorel vodik, ki ga je vžgal z električno iskro. 
S svojo torzijsko tehntnico je leta 1798 prvi izmeril gravitacijsko konstanto {\displaystyle \kappa } (Cavendishev poskus) in maso Zemlje. Bil je vnuk drugega vojvode Devonshirskega in zelo bogat, a tudi zelo samotarski. Večino njegovih spisov so objavili šele po njegovi smrti.

## Priznanja

### Poimenovanja
Po njem se imenuje znameniti Cavendishev laboratorij na Univerzi v Cambridgeu v Združenem kraljestvu, ustanovljen leta 1871.
Po njem se imenuje udarni krater Cavendish na Luni.